# Razzo Mysore
Il razzo Mysore è stato il primo razzo balistico con carcassa in ferro a essere utilizzato con successo in campo militare. 

## Storia
Hyder Ali, regnante a Mysore, in India, nel XVIII secolo, e poi il suo figlio e successore Tipu, li utilizzarono e perfezionarono contro gli inglesi della Compagnia britannica delle Indie Orientali. La maestria dimostrata nello studio e nella realizzazione di queste armi, fece sì che la loro tecnologia venisse poi esportata anche in Inghilterra portando poi allo sviluppo dei razzi Congreve.

## Tecnologia e impiego
Il padre di Hyder Ali, il naik di Budikote, comandò 50 razzieri per conto del Nawab di Arcot. Anche nell'esercito di Mysore vi era un corpo regolare di razzieri che all'epoca di Hyder si attestava a circa 1.200 uomini. Alla Battaglia di Pollilur (1780), durante la Seconda guerra anglo-mysore, il deposito di munizioni del colonnello William Baillie venne colpito in pieno da un razzo dell'esercito di Hyder, il che contribuì a segnare l'umiliante sconfitta inglese poi sul campo.
Hyder Ali e suo figlio Tipu impiegarono largamente i razzi contro le truppe della Compagnia britannica delle Indie Orientali durante le Guerre anglo-mysore. Questi 'missili', equipaggiati con spade appuntite, erano soliti compiere traiettorie molto lunghe, a diversi metri di altezza dal suolo, con effetti devastanti una volta raggiunto il nemico. Gli inglesi si interessarono molto a questa tecnologia che poi reimpiegarono loro stessi nel XIX secolo. I razzi Mysore di questo periodo erano i più avanzati che gli inglesi avessero mai visto, soprattutto per la presenza di tubi in ferro per contenere il propellente; questo permetteva una combustione più efficace e un raggio di distanza percorribile più elevato (circa 2 km). Anche se i razzi già esistevano in Europa, si trattava di ordigni privi di cassa metallica, e il loro raggio era meno elevato della loro controparte orientale. Nelle battaglie a Seringapatam nel 1792 e nel 1799 questi razzi vennero utilizzati con molto profitto contro gli inglesi.
La aree di fabbricazione di questi razzi erano note col soprannome di Taramandal Pet ("mercato della galassia"). Il sultano Tipu scrisse un manuale militare dal titolo Fathul Mujahidin nel quale predispose la corretta assegnazione di 200 razzieri ogni "cushoon" (brigata) di Mysore (l'esercito locale disponeva di un numero variabile da 16 a 24 cushoon di fanteria). I razzieri erano allenati a lanciare i loro razzi con un angolo calcolato dal diametro del cilindro e in base alla distanza dell'obiettivo. Inoltre, esistevano anche dei carri su cui erano montati questi razzi, rendendoli più agevoli da muovere ma consentendo soprattutto di lanciarne simultaneamente da cinque a dieci. I razzi potevano essere di diversa grandezza, ma solidamente consistevano in un tubo di ferro dolce di circa 20 cm di lunghezza con un diametro variabile tra i 3,8 e i 7,6 cm, chiuso da una parte da una canna in bambù 1 metro di lunghezza. Il tubo di ferro fungeva da camera di combustione e conteneva appunto il propellente impacchettato.

## L'uso nei conflitti di Mysore

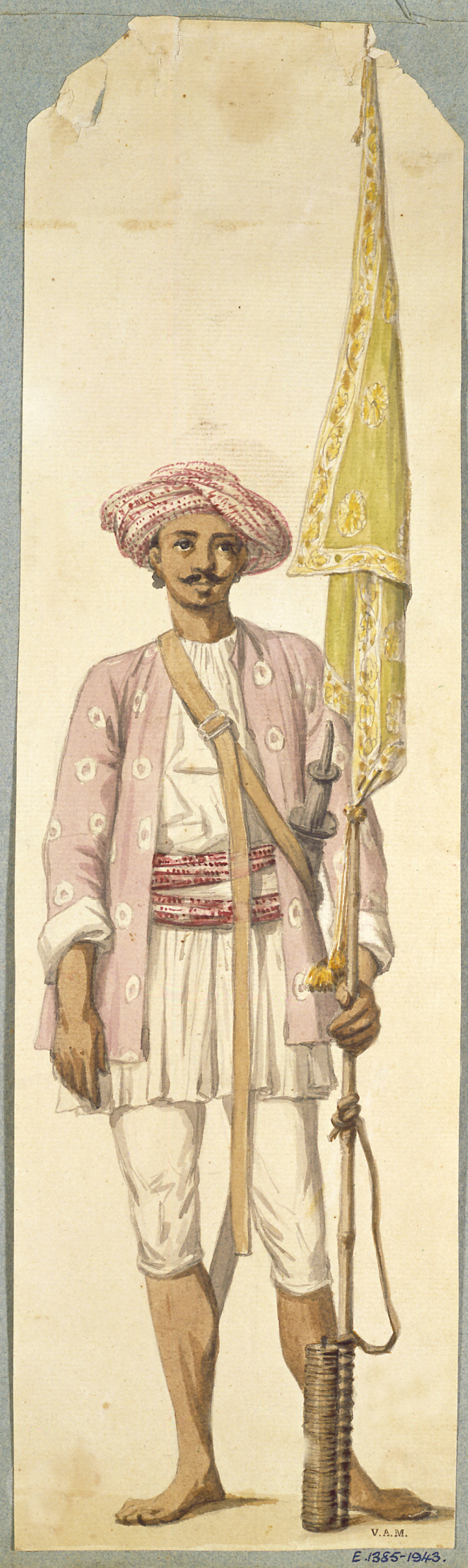
Soldato indiano dell'esercito di Tipu

Nel 1792, durante la Terza guerra anglo-mysore, due furono le tipologie di unità di razzieri schierate dal sultano Tipu, da 120 e 131 uomini rispettivamente. Il tenente colonnello Knox fu attaccato dai razzieri presso Shrirangapattna nella notte del 6 febbraio 1792, mentre stava avanzando verso il fiume Kaveri da nord. Il corpo di razzieri nell'esercito di Tipu raggiunse la forza di 5.000 uomini. I razzi Mysore furono utilizzati però anche per propositi meramente cerimoniali. Quando il Club giacobino di Mysore inviò una delegazione al sultano Tipu, furono lanciati 500 razzi colorati come parte delle salve d'onore.
Durante la Quarta guerra anglo-mysore, i razzi furono utilizzati nuovamente e in più occasioni. Uno di essi colpì l'allora colonnello Arthur Wellesley, poi primo Duca di Wellington. Wellesley fu sconfitto dal diwan di Tipu, Purnaiya, nella Battaglia di Sultanpet Tope. Citando lo scrittore Denys M. Forrest,
A questo punto (presso il villaggio di Sultanpet) vi era un grande bosco ove si annidavano i razzieri di Tipu e dovevano ovviamente essere spazzati via prima che l'assedio potesse avere inizio ed essere condotti verso l'isola di Srirangapattana. Il comandante scelto per quest'operazione fu il colonnello Wellesley, ma, avanzando verso il bosco dopo il calar della sera del 5 aprile 1799, egli venne colpito da dei razzi, venendo costretto a ritirarsi e a "posticipare l'attacco" sino a quando non vi fosse stata una migliore opportunità d'assalto.
Il giorno successivo, Wellesley lanciò in gran forza un nuovo attacco e prese l'intera posizione senza perdere nemmeno un uomo. Il 22 aprile 1799, dodici giorni prima della battaglia principali, i razzieri agivano ancora sull'accampamento britannico, 'gettando un gran numero di razzi in un sol colpo per sottolineare l'inizio di un assalto di 6.000 fanti indiani e di un corpo di fanteria francese, tutti diretti da Mir Golam Hussain e da Mohomed Hulleen Mir Miran. Questi razzi avevano una gittata di poco più di 900 m, ma alcuni bruciavano direttamente in aria senza raggiungere il bersaglio proprio perché ancora sperimentali. Altri, chiamati razzi a terra, si muovevano ad altezza pericolosa. Secondo un osservatore britannico, un giovane ufficiale inglese di nome Bayly: "Non potevamo muoverci senza sapere di essere sotto il pericoloso tiro di missili distruttivi ...". Continua:
I razzi e i colpi di moschetto provenienti dai 20.000 uomini delle truppe nemiche erano incessanti. Non si poteva prendere fiato. Ogni piccola luce blu che si vedeva all'orizzonte era accompagnata da una pioggia di razzi, molti dei quali, attraversando la colonna intera, causarono morti e feriti.
Durante l'attacco conclusivo degli inglesi a Shrirangapattana il 2 maggio 1799, un colpo di cannone britannico fece esplodere il forte del sultano Tipu ove era conservato il grosso dei razzi, causandone l'esplosione prima che potessero essere usati in battaglia. Nel pomeriggio del 4 maggio, quando l'attacco finale al forte fu guidato da Baird, egli venne nuovamente colpito da "un furioso fuoco di palle di moschetto e razzi", ma questo non sortì l'effetto voluto; in circa un'ora, il forte fu preso e nel successivo giro di un'ora Tipu era ormai morto e la guerra era ufficialmente terminata.